# 전수빈
전수빈(1967년 3월 20일 ~ )은 대한민국의 성우이다. 1994년 MBC에 입사했으며, 현재는 MBC 12기이다. 문화방송 성우극회 소속.

## 전체 출연작품

### 애니메이션
- 핑크팬더 (MBC)
- 요술소녀 (MBC)
- 암행어사 정약용 (MBC)

### 애니메이션 영화
- 발리언트 (MBC)

### 영화
- 나 홀로 집에 2 (MBC) - 버즈(데빈 라트레이)
- 록키 5 (MBC)
- 시카고 (MBC) - 밴드 리더(타이 디그스)
- 적벽대전 (MBC) - 감흥(나카무라 시도)
- 상성 : 상처받은 도시 (MBC) - 경찰(황자웅)
- 세 얼간이 (MBC) - 파르한 쿠레시(마드하반)
- 플래툰 (MBC) - 위생병(론 배럭스)
- 탄생 (MBC) - 밥(알리스 하워드)
- 쉬즈 더 맨 (MBC) - 폴(조너선 사도스키)
- 베토벤 (MBC) - 남성(니콜라스 마이즈)
- 광부의 딸 (MBC)
- 더 퀸 (MBC)
- 독고구검 (MBC)
- 마더 테레사 (MBC)
- 사랑의 기쁨 (MBC)
- 세컨핸드 라이온스 (MBC)
- 어싸인먼트 (MBC)
- 이너스페이스 (MBC)
- 이연걸의 영웅 (MBC)
- 컷스로트 아일랜드 (MBC)
- 트와일라잇 (MBC)
  - 뉴문 (MBC)
- 포 페더스 (MBC)
- 황후화 (MBC)
- 007 옥토퍼시 (MBC)
- 5번가의 비명 (MBC)

### 외화
- CSI 뉴욕 (MBC)
- CSI 마이애미 (MBC) - 월터 시몬스 (오마 밀러)

### TV
- 부자의탄생:아나운서역
- MBC 사랑의 스튜디오